# Od Waśniowa
Od Waśniowa – część wsi Bukowie w Polsce, położona w województwie świętokrzyskim, w powiecie ostrowieckim, w gminie Kunów.
W latach 1975–1998 Od Waśniowa administracyjnie należało do województwa kieleckiego.